# Isertia scorpioides
Isertia scorpioides är en måreväxtart som beskrevs av Boudewijn Karel Boom. Isertia scorpioides ingår i släktet Isertia och familjen måreväxter. Inga underarter finns listade i Catalogue of Life.